# Borängessjön
Borängessjön är en sjö i Falu kommun i Dalarna och ingår i Dalälvens huvudavrinningsområde. Sjön är 7 meter djup, har en yta på 0,456 kvadratkilometer och är belägen 120,1 meter över havet. Sjön avvattnas av vattendraget Lillälven (Tängerströmmen).

## Delavrinningsområde
Borängessjön ingår i det delavrinningsområde (673603-150374) som SMHI kallar för Inloppet i Gårdvikssjön. Medelhöjden är 158 meter över havet och ytan är 4,07 kvadratkilometer. Räknas de 163 avrinningsområdena uppströms in blir den ackumulerade arean 1 854,17 kvadratkilometer. Lillälven (Tängerströmmen) som avvattnar avrinningsområdet har biflödesordning 2, vilket innebär att vattnet flödar genom totalt 2 vattendrag innan det når havet efter 238 kilometer. Avrinningsområdet består mestadels av skog (55 procent), öppen mark (11 procent) och jordbruk (14 procent). Avrinningsområdet har 0,45 kvadratkilometer vattenytor vilket ger det en sjöprocent på 11 procent. Bebyggelsen i området täcker en yta av 0,11 kvadratkilometer eller 3 procent av avrinningsområdet.